# Tata Motors
Tata Motors Limited, cuyo nombre original era TELCO (TATA Engineering and Locomotive Company), es una empresa india fundada en 1945 dedicada a la fabricación de automóviles de pasajeros y vehículos comerciales. Ocupa el puesto 18 en el ranking de fabricantes de vehículos comerciales del mundo (datos de 2023). Es parte del grupo industrial Tata Group.

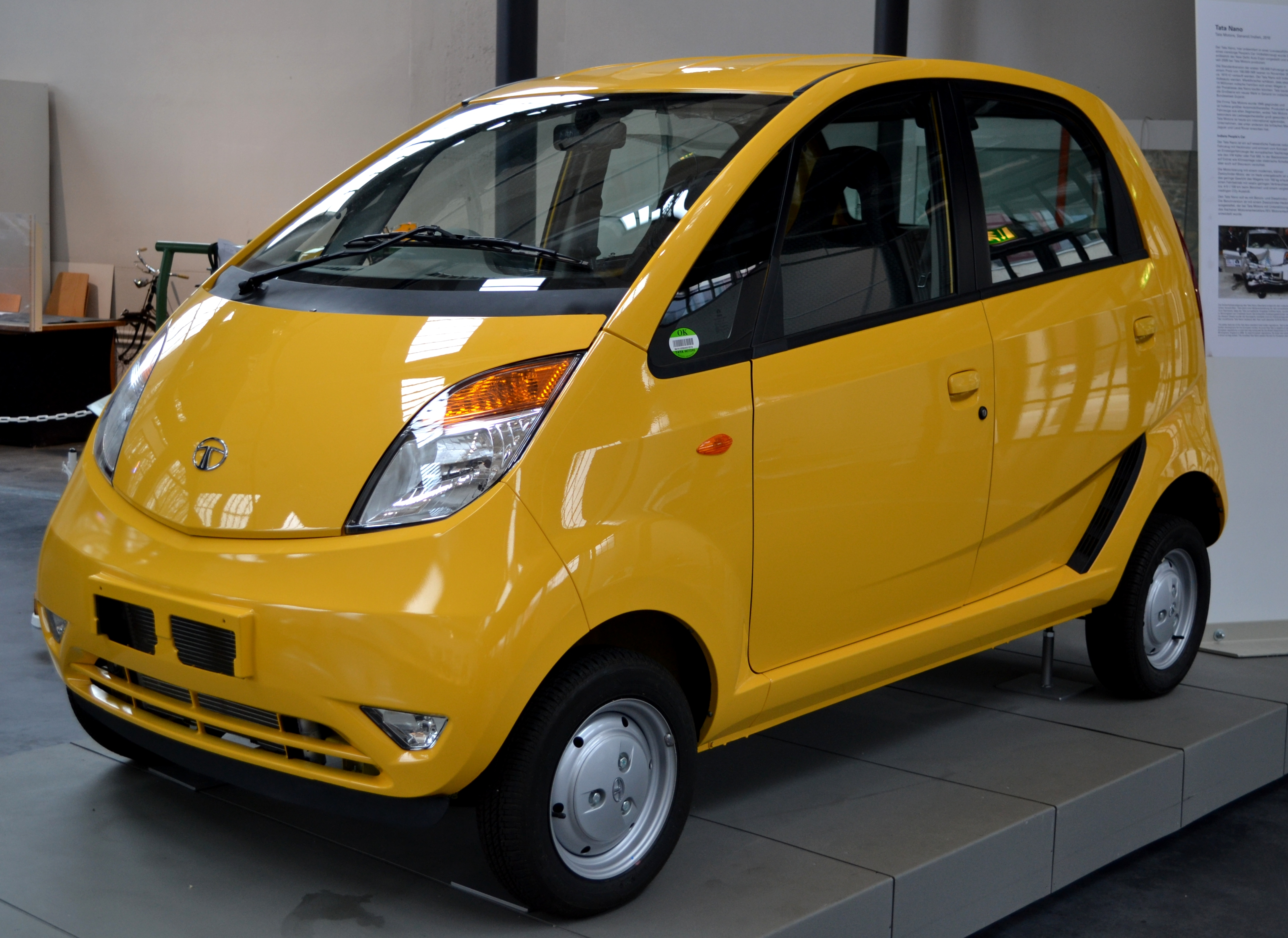
Tata Nano, fabricado desde el año 2008.

## Expansión y adquisiciones
Tata Motors inició en 2008 con dos anuncios. Por un lado, la compra a Ford Motor Company de sus filiales Jaguar y Land Rover por un importe de alrededor de 2.300 millones de dólares (unos 1.485 millones de euros al cambio actual).
Como parte del acuerdo, que incluye las marcas, sus fábricas y la propiedad intelectual, la multinacional con sede en Dearborn (Míchigan) se compromete a aportar 600 millones de dólares (387 millones de euros) a los planes de pensiones de los trabajadores de Jaguar y Land Rover. Además, Ford y Tata no esperan cambios significativos en las plantillas de las dos compañías.
Y además la intención de fabricar un automóvil económico, el Tata Nano, a un precio de US$ 2500; que en la India cuesta sobre unos 1700 euros, hace ver como posible su llegada a otros mercados, a pesar de su precio (que ronda los 3.000 euros), su exportación se verá retrasada por tiempo indefinido, ante las constantes quejas por la mala calidad de algunos de sus terminados, que han ocasionado que incluso no sean estrenados al momento de su salida del concesionario.

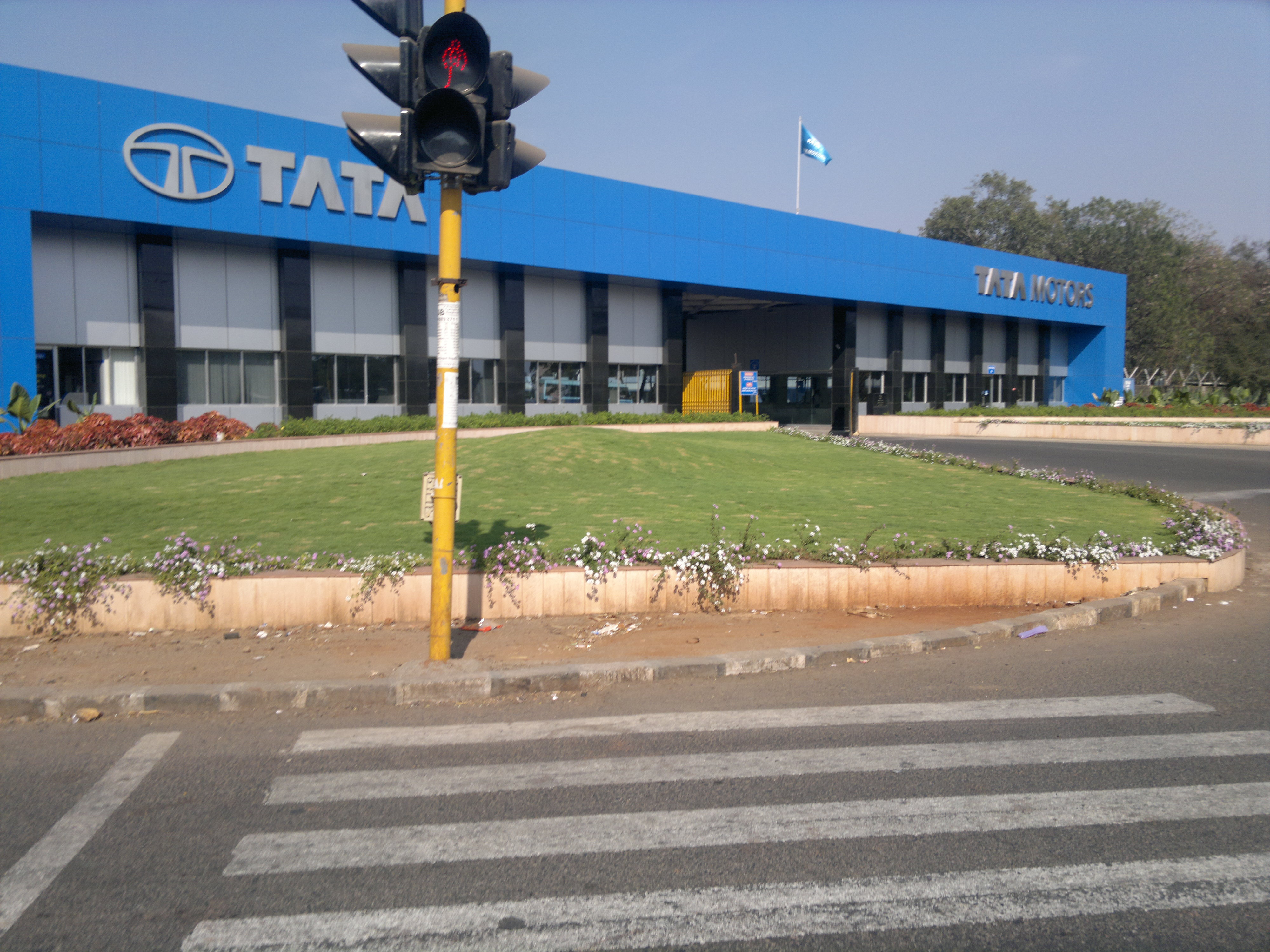
Concesionaria de Tata Motors

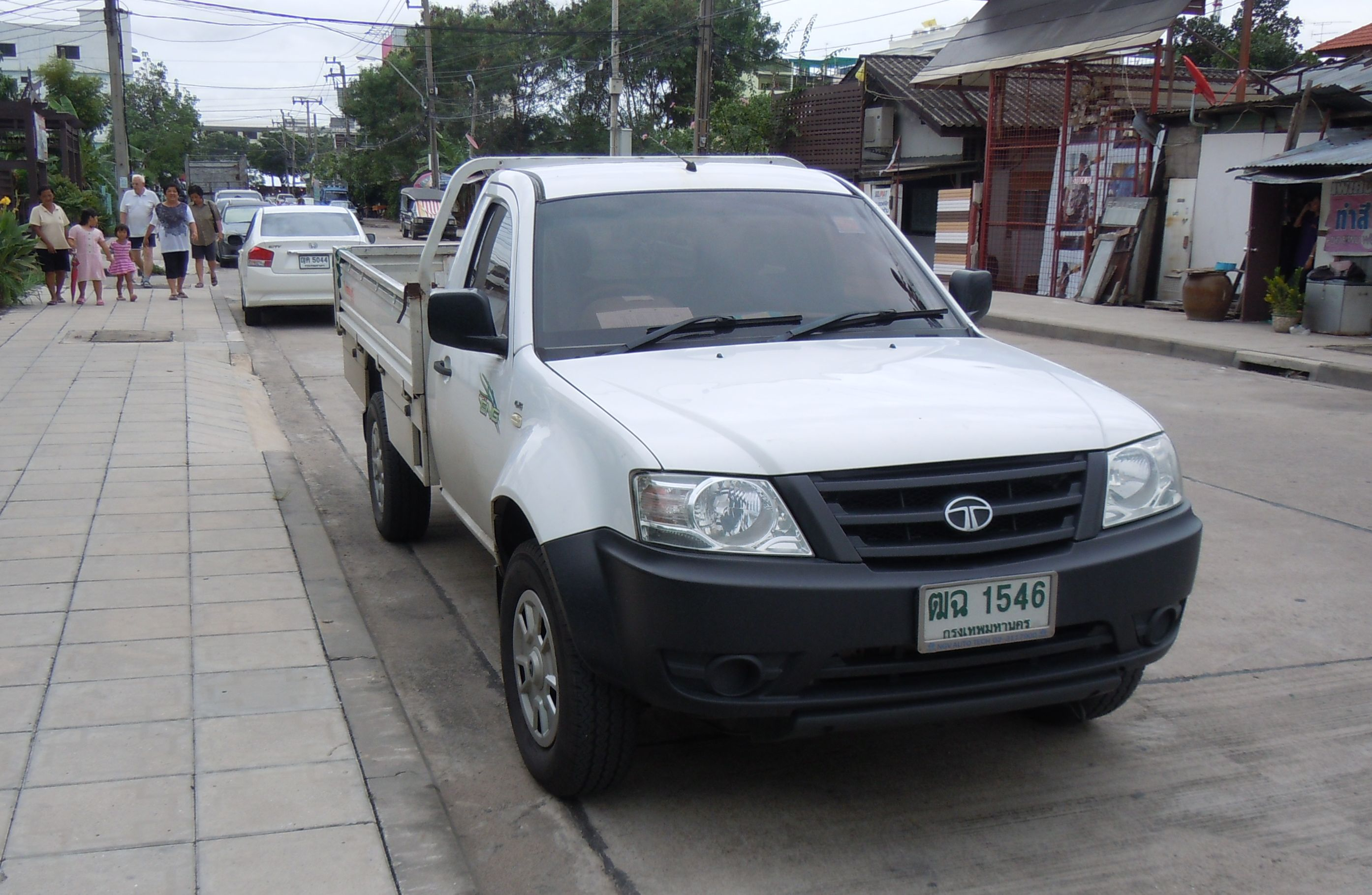
Tata Xenon

## Hitos históricos
- 1954: Fabrica camiones con la firma alemana Daimler Benz.
- 1994: Hace alianza con Daimler para fabricar autos Mercedes Benz en India.
- 2001: Se da término a la alianza con Daimler.
- 2002: Cambia de nombre a Tata Motors Ltd.
- 2004: Compra la firma coreana Daewoo Commercial Vehicle Co y cotiza en la Bolsa de Valores de Nueva York.
- 2005: Compra el 21% del fabricante español Hispano Carrocera, S.A.
- 2006: Firma acuerdo de producción y distribución con Fiat Group Automobiles y entra en una alianza con el fabricante brasileño de autobuses Marcopolo.
- 2008: Presenta el modelo Nano, a un precio de US$ 2500.
- 2008: acuerda compra de las marcas Jaguar y Land Rover a Ford.
- 2009: adquiere el 100% de la carrocera de autobuses y autocares "Hispano Carrocera", afincada en Zaragoza, España, a la que renombra como Tata Hispano.[6]
- 2013: anuncia el cierre por mala gestión de Tata Hispano, dirigida por Manchi Raja Rao, con pérdidas millonarias por su deficiente gestión.[6][7]